# Cornuda
Cornuda är en ort och kommun i provinsen Treviso i regionen Veneto i Italien. Kommunen hade 6 285 invånare (2018).